# Крокодил (Чёрное зеркало)
«Крокодил» (англ. Crocodile) — третий эпизод четвёртого сезона телесериала-антологии «Чёрное зеркало». Сценарий написал создатель сериала Чарли Брукер, режиссёром стал Джон Хиллкоут. Премьера состоялась на Netflix 29 декабря 2017 года.

## Сюжет
Действие эпизода происходит в Исландии. Мия Нолан (Андреа Райсборо) и Роб (Эндрю Гауэр) возвращаются с отдыха и на горной дороге сбивают насмерть велосипедиста. Роб убеждает Мию помочь ему выбросить тело в озеро.
15 лет спустя у Мии счастливый брак, сын и успешная карьера. Однажды в командировке её находит Роб и показывает статью о мёртвом велосипедисте, чья вдова считает, что он до сих пор жив, и до сих пор ищет его. Роб хочет отправить ей анонимное письмо с признанием, но Мия боится, что это письмо поможет их отследить. Спор обостряется, и Мия убивает Роба. Сразу после этого она видит из окна отеля, как самоуправляемый грузовик доставки пиццы сбивает пешехода. Включив платный порнофильм, чтобы обеспечить себе алиби, Мия вывозит из отеля тело Роба.
Мужчина, которого сбил грузовик, обращается в страховую компанию, и к нему приходит следовательница Шазия (Киран Соня Савар). Её работа заключается в том, чтобы, используя спецприбор, просканировать воспоминания человека с целью выяснить, насколько обоснована претензия. Несмотря на то что воспоминания считаются недостоверными, этот прибор можно использовать в случае необходимости, чтобы получить объективную запись воспоминаний. Шазия идентифицирует свидетелей инцидента, но не может определить, кто виноват в аварии. Один из свидетелей видел, что Мия выглядывала в окно в момент ДТП, поэтому Шазия направляется к ней, надеясь, что показания Мии помогут установить ответственного и избежать страховых выплат. Желая поскорее закончить с работой, Шазия врёт, что согласно законодательству, свидетель не может отказаться от дачи показаний.
Мия соглашается свидетельствовать, но начинает колебаться, поняв, что Шазия использует спецприбор. Шазия думает, что она стесняется просмотра порнографии, поэтому говорит, что её интересует только момент аварии, а не частная жизнь Мии. Мия пытается придумать историю, где она была одна, однако это приводит к тому, что Шазия видит воспоминания об обоих убийствах. Мия связывает Шазию, а та обещает, что никому ничего не скажет об увиденном. Мия переживает из-за того, что о её действиях могут теперь узнать, просканировав воспоминания Шазии, поэтому убивает её и едет к ней домой, чтобы убить единственного человека, который знал, куда Шазия едет — её мужа. Поняв, что в доме был ещё один человек, который видел её лицо, — малолетний сын Шазии — Мия убивает и его тоже.
Полиция, расследуя дело, выясняет, что сын Шазии был слепым и в любом случае не смог бы идентифицировать убийцу, зато они используют домашнее животное семьи (морскую свинку) для считывания воспоминаний. В это время Мия смотрит школьный спектакль с участием своего сына. Полиция ждёт её на выходе.

## Отсылки
Песня, что звучит из машины перед ДТП — «Anyone Who Knows What Love Is». Её пела Эби в «15 миллионов заслуг».
Также мелодия играла в спецвыпуске «Белое Рождество».

## Производство
Изначально планировалось, что протагонистом будет персонаж-мужчина, а Андреа Райсборо должна была играть другую роль. Однако познакомившись со сценарием, Райсборо спросила, нельзя ли переписать его под женщину, что в итоге и было сделано. Чарли Брукер и исполнительный продюсер Аннабель Джонс назвали эту перемену интересной, а Джонс заметила: «Часто ли вы видите мать, доведённую до такого отчаяния?».
Эпизод снимали в Исландии, некоторые сцены были сняты в концертном зале Харпа, расположенном в Рейкьявике. Первоначально Брукер планировал, что действие будет происходить в Шотландии, однако, по его словам, Netflix предложил Исландию как более грандиозный фон.

## Реакция
Эпизод получил смешанные отзывы. Критики высоко оценили съёмки исландских пейзажей, а также актёрскую игру Райсборо и Савар. Впрочем, многие назвали этот эпизод самым тяжёлым и наиболее депрессивным эпизодом «Чёрного зеркала», а некоторые отметили, что насилие было необязательным и неубедительным.